# عبود (السودان)
مدينة عبود هي مدينة سودانية تقع في محافظة المناقل وتقع تماما بوسط مشروع الجزيرة بالسودان.

## التاريخ
يعود تاريخ المدينة إلي ما قبل سلطنة سنار.

## الجغرافيا

### المناخ
تتميز مدينة عبود بمناخ شبه استوائي جاف وقاحل، حيث تحدها من الجنوب الغربي تربة رملية حمراء ومن الغرب تربة رملية بيضاء مختلطة ومن الشرق أراضي طينية.

## السكان
أغلب سكان هذا المنطقة يعتمدون على الزراعه وتربية الحيوانات .